# Aes (EP)
Aes è un EP della band finlandese Skepticism. Consiste di una sola traccia di 27:52 dall'omonimo titolo.

## Elenco Tracce
1. Aes – 27:52